# Азовськіт
Азовськіт, сантабарбараїт — мінерал, основний фосфат заліза.

## Загальний опис
Формула: Fe33+(PO4)2((OH)3)·5H2O. Містить(%): Fe2O3 — 43,86; Р2О5 — 29,49; Н2О — 23,84; або Fe - 30,67, P - 12,87, O - 51,88, H - 2,67 та домішки Mn - до 1,56, і Mg - до 0,34%.
Зустрічається в щільних масах, жовнах, кірочках.
Колір темно-коричневий.
Густина 2,5-3.
Твердість 4.
Уперше знайдено у італійській провінції Тоскана (район Санта-Барбара) та описано у 2000 році. Від місця знахідки мінерал і отримав свою назву, ставши одним з небагатьох мінералів, у назві яких звучить жіноче ім'я (хоч і опосередковано). Також був знайдений у Австралії, у Сибіру поблизу озера Байкал, та на Таманському півострові у родовищах бурого залізняку як продукт гальміролізу.
Відомо про біогенне походження сантабарбараїту — він входить до складу зубів панцирних молюсків Криптохітон Стеллера (Cryptochiton stelleri).